# Okienko serologiczne
Okienko serologiczne - jest to przedział czasu od chwili zakażenia do możliwości wykrycia tego zakażenia przez laboratorium za pomocą oznaczania obecności przeciwciał (na przykład za pomocą testu ELISA); inaczej okres od początku infekcji do wytworzenia przez organizm wykrywalnego stosowanymi w diagnostyce metodami miana przeciwciał zwalczających dany antygen. W przypadku HIV  może trwać do kilku tygodni. Wcześniej chorobę można wykryć np. badaniami na obecność materiału genetycznego wirusa, np. metodą PCR.